# Краснолукская сельская община
Краснолукская сельская община (укр. Краснолуцька сільська громада) — территориальная община в Миргородском районе Полтавской области Украины. Административный центр — село Красная Лука.
Образована 15 мая 2018 года путем объединения Гречановского, Краснолукского, Малопобиванского, Рымаровского и Сватковского сельских советов Гадяцкого района.
12 июня 2020 года присоединен Цепковский сельский совет.

## Населенные пункты
В состав общины входят 19 сел: Березки, Борки, Бухалово, Глубокая Долина, Гречановка, Зеленая Балка, Жаркое, Красная Лука, Максимовка, Малая Побиванка, Николаевка, Пирятинщина, Рымаровка, Сватки, Тригубщина, Хитцы, Цимбалово, Цепки и Шевченково.